# Korjova, Monastîrîska
Korjova (în ucraineană Коржова) este un sat în comuna Zavadivka din raionul Monastîrîska, regiunea Ternopil, Ucraina.

## Demografie
Componența lingvistică a localității Korjova
     Ucraineană (99,7%)
     Alte limbi (0,3%)
Conform recensământului din 2001, majoritatea populației localității Korjova era vorbitoare de ucraineană (99,7%), existând în minoritate și vorbitori de alte limbi.